# Younger Now (canción)
«Younger Now» —en español: «Más joven ahora»— es una canción interpretada por la cantante estadounidense Miley Cyrus. Fue lanzada como el segundo sencillo oficial de su sexto álbum, al cual da nombre, Younger Now, el 18 de agosto de 2017 en las principales plataformas de descarga digital y streaming. Se trata de un tema escrito por Miley Cyrus y producido por ella misma junto con Oren Yoel. El sencillo fue considerado por la revista Billboard como una de las mejores canciones lanzadas durante el año, señalando que su melodía y letras la convierten en la séptima canción favorita para la publicación.

## Antecedentes
Después de Miley Cyrus & Her Dead Petz (2015), Cyrus dedicó un tiempo a recuperar su imagen que alguna vez fue saludable en el período previo a su nuevo material, Younger Now. Antes del lanzamiento del álbum el 28 de septiembre de 2017, Cyrus estrenó el sencillo principal del álbum «Malibu» y el sencillo promocional «Inspired» antes de presentar la canción que da nombre al álbum como segundo sencillo el 18 de agosto de 2017, junto con su video musical. Es una canción pop "twangy", que presenta uno de sus retratos de la escuela primaria como portada. El 22 de agosto, Cyrus lanzó un sitio web, youngernow.com, donde sus fanáticos podían subir fotos y utilizarlas combinándolas con la portada de «Younger Now».

## Composición
«Younger Now» fue compuesta únicamente por Miley Cyrus junto a Oren Yoel, quien además se encargó de producirla y que además ha trabajado con Cyrus en sus álbumes anteriores. Se trata de una canción donde la cantante traslada un mensaje de libertad, aceptación y la idea de que la edad es solo un número. La canción se realiza en la clave de La mayor, con un ritmo moderadamente rápido de 122 latidos por minuto en tiempo común. Las voces de Cyrus abarcan desde E3 hasta B4.
Líricamente, Ben Kate de Consequence of Sound describió la canción como "una recuperación vertiginosa de los cambios que Cyrus experimentó en los últimos años, terminando con una declaración de que ahora es la mejor versión de sí misma. 'I'm not afraid of who I used to be / No one stays the same' (en español: No estoy asustada de quien solía ser / Nadie permanece igual), proclama. 'Change is a thing you can count on / I feel so much younger now' (en español: El cambio es algo con lo que puedes contar / Me siento mucho más joven ahora)".

## Formatos y lista de canciones
The Remixes EP
1. «Younger Now» (R3hab Remix) – 2:40
2. «Younger Now» (Niko the Kid Remix) – 3:44
3. «Younger Now» (DJ Premier Remix) – 2:57
4. «Younger Now» (BURNS Remix) – 4:23
5. «Younger Now» (Fred Falke Remix) – 3:52
6. «Younger Now» (Syn Cole Remix) – 3:23

## Promoción

### Video musical
La canción fue acompañada por un vídeo musical con imágenes inspiradas en los años 50. Cyrus aparece en varios momentos vestida, en modo de homenaje, a uno de sus ídolos Elvis Presley, así como acompañada de personas mayores y niños para trasladar el mensaje de la canción, que el sentimiento de juventud y de vivir la vida no depende de la edad. Del mismo modo, varias escenas del videoclip hacen referencia a sus épocas pasadas como cantante y lleva a cabo un número final de baile, reinventandose asimisma. La dirección del vídeo estuvo a cargo de Diane Martel, con quien la cantante ya había trabajado anteriormente. Asimismo, Cyrus lo codirigió.

### Presentaciones en vivo

Cyrus presentó por primera vez «Younger Now» en vivo durante los MTV VMAs'17 celebrados en Los Ángeles en agosto.

El 8 de agosto fue anunciado por MTV que Cyrus sería una de las actuaciones de los MTV Video Music Awards en su edición de 2017 celebrada en Los Ángeles, en el recinto The Forum, donde además había sido nominada por su sencillo anterior «Malibu». El anuncio supuso el retorno de la cantante a los VMAs, siendo así una de las artistas más esperadas. Así, el 27 de agosto de 2017 se celebraron los VMAs'17 con la anfitriona Katy Perry, quien presentó la presentación de Cyrus halagándola y llamándola "buena amiga" a lo que cantante respondió antes de actuar con un "I love you Katy!", iniciando su actuación. Cyrus vistió un mono de estilo "country" rosa y peinada con un tupé, simulando la estética del videoclip rodeada de sus bailarines de la tercera edad para con quien interactúa a lo largo de los cuatro minutos que duró su momento, así como unos niños pequeños montados en unas motos en miniatura, mientras desde el techo del estadio colgaba un letrero iluminado donde se podía leer el título de la canción así como el nuevo álbum. Cyrus rápidamente fue ovacionada por el público y se convirtió en "trending topic" mundial, recibiendo comentarios positivos por su presentación y calidad vocal. Para la revista  Rolling Stone : “Miley Cyrus se mantuvo fresca durante los MTV Video Music Awards de 2017, volviendo a una interpretación más centrado en lo vocal de su sencillo, "Younger Now" (...) mostrando su proeza vocal (...) La mirada estaba muy lejos del dúo polémico de Cyrus con Robin Thicke en el VMAs de 2013 ”. Del mismo modo, la revista consideró que fue la mejor actuación de la noche, argumentado: “Cyrus recién se ha reinventado, mostró su voz más fuerte aún realizando "Younger Now" (...) La cosa entera [voz, baile, espectáculo y actuación] era extraña y divertida.” Asimismo, la revista  Billboard  Cyrus ofreció una de las mejores presentaciones de la noche, afirmando: “los visuales para el funcionamiento eran memorables, las voces de Miley robaron el espectáculo - era fácil olvidarse durante su era de Bangerz , pero la voz de Cyrus puede inmiscuirse sin esfuerzo y elevarse sin problemas. Sus vocales estaban en plena pantalla.” El vídeo de la presentación de la cantante se encuentra disponible en el canal de Youtube de MTV.
El 7 de septiembre se emitió la participación de Cyrus durante el programa The Ellen Show, de su buena amiga Ellen DeGeneres. La cantante interpretó la canción vestida en homenaje a Elvis Presley emulando el vídeo musical con un mono de color rosa decorado con pedrería, para cantar el sencillo y bailar junto con DeGeneres al final de la actuación. Asimismo, ofreció una entrevista donde habló sobre su nuevo álbum, aspectos sobre su vida personal... Del mismo modo, Cyrus se emocionó al hablar sobre las consecuencias del Huracán Harvey en el estado de Texas, afirmando entre lágrimas que no podría soportar el perder a sus seres queridos y sus mascotas, dando lugar a que donase 500 000 dólares para ayudar a los afectados.  El 15 de septiembre de 2017, Cyrus ofreció un concierto acústico grabado en los Rainbowland Studios donde la cantante creó el que era su nuevo disco. En dicho recital interpretó varias canciones, entre ellas "Younger Now", todo ello para la BBC Radio 1 en su programa Live Lounge. El sencillo fue interpretado durante el iHeartRadio Music Festival en Las Vegas. Cyrus participó en la realización de un episodio del 'Carpool Karaoke' de James Corden, donde interpretó algunas canciones, entre ellas el sencillo.

## Posicionamiento en listas
| País (Lista 2017)                         | Mejor posición |
| ----------------------------------------- | -------------- |
| Australia (ARIA)                          | 49             |
| Canadá (Canadian Hot 100)                 | 48             |
| Croacia (HRT)                             | 87             |
| Escocia (Scottish Singles Sales Chart)    | 22             |
| Eslovaquia (Singles Digitál Top 100)      | 67             |
| España (Top 100 Canciones)                | 15             |
| Estados Unidos (Billboard Hot 100)        | 79             |
| Estados Unidos (Adult Top 40)             | 39             |
| Filipinas (Philippine Hot 100)            | 74             |
| Francia (SNEP)                            | 53             |
| Irlanda (IRMA)                            | 73             |
| Japón (Japan Hot 100)                     | 64             |
| Nueva Zelanda Heatseekers (RMNZ)          | 2              |
| Panamá (Monitor Latino)                   | 12             |
| Portugal (AFP)                            | 92             |
| República Checa (Singles Digitál Top 100) | 59             |
| Suecia (Sverigetopplistan)                | 75             |
| Suiza (Schweizer Hitparade)               | 84             |
| Reino Unido (UK Singles Chart)            | 54             |

## Certificaciones
| País (Organismo certificador) | Certificaciones | Ventas certificadas | Ref.   |
| ----------------------------- | --------------- | ------------------- | ------ |
| Australia (ARIA)              | Oro             | 35 000              | [ 37 ] |
| Brasil (Pro-Música Brasil)    | Oro             | 20 000              | [ 38 ] |
| Noruega (IFPI Noruega)        | Oro             | 30 000              | [ 39 ] |
| Nueva Zelanda (RMNZ)          | Oro             | 15 000              | [ 40 ] |

## Historial de lanzamientos
| Región         | Fecha                    | Formato                    | Versión     | Discográfica | Ref.   |
| -------------- | ------------------------ | -------------------------- | ----------- | ------------ | ------ |
| Varios         | 18 de agosto de 2017     | Descarga digital streaming | Original    | RCA          | [ 41 ] |
| Reino Unido    | 18 de agosto de 2017     | Radios contemporáneas      | Original    | RCA          | [ 42 ] |
| Estados Unidos | 22 de agosto de 2017     | Radios contemporáneas      | Original    | RCA          | [ 43 ] |
| Italia         | 15 de septiembre de 2017 | Radio airplay              | Original    | Sony         | [ 44 ] |
| Varios         | 5 de octubre de 2017     | Descarga digital streaming | The remixes | RCA          | [ 6 ]  |